# Sławoborze
Sławoborze (deutsch Stolzenberg) ist ein Dorf in der polnischen Woiwodschaft Westpommern.
Die Gmina Sławoborze (Landgemeinde Stolzenberg) ist eine Landgemeinde im Powiat Świdwiński (Schivelbeiner Kreis), die ihren Amtssitz im Dorf hat.

## Sławoborze (Stolzenberg)

### Geographische Lage und Verkehrsanbindung
Sławoborze liegt in Hinterpommern, 15 Kilometer nördlich von Świdwin (Schivelbein) an der Hauptstraße Nr. 162 Kołobrzeg (Kolberg)–Świdwin–Drawsko Pomorskie (Dramburg) und ist Kreuzungspunkt mehrerer Nebenstraßenverbindungen in die Region wie nach Międzyrzecze (Meseritz), Rokosowo (Rogzow)–Karlino (Körlin), Podwilcze (Podewils) und Krzecko (Kreitzig).
Das Dorf war Endstation einer von Białogard (Belgard) kommenden Kleinbahnlinie der Kolberger Kleinbahnen, die inzwischen stillgelegt ist.
Sławoborze wird von den Bach- und Flussläufen der Czemica (Schwarzbach), Mołstowa (Molstow) und Pokrzywnica (Krummes Wasser) durchzogen.

### Geschichte

Stolzenberg südwestlich der Städte Köslin und Belgard auf einer Landkarte von 1910

Das Dorf Stolzenbergh wurde das erste Mal in einer Urkunde aus dem Jahre 1291 erwähnt, in der die Domkapitel in Kolberg und Cammin des Bistums Cammin ihre Bezirke abgrenzten.
Die nächste Nennung stammt als Stedlein Stoltenberg aus dem Jahre 1565. Überliefert ist auch die Schreibweise Stoltenbergk. Stolzenberg dürfte damals eine im Besitz einer Adelsfamilie befindliche Mediatstadt gewesen sein. 1606 wurden Mitglieder der Familie Blankenburg mit der Ortschaft belehnt; die Blankenburgs waren dort auch in späteren Jahrhunderten Besitzer. Auf der Gemarkung befand sich ein Eisenhammer zur Eisenverarbeitung.
Im Dreißigjährigen Krieg muss der Ort sehr gelitten haben, denn danach taucht er nicht mehr als Stadt auf. Im Jahre 1829 wurde im Dorf Stolzenberg die Gemeinheitsteilung durchgeführt; damals wurden 14 Bauernstellen, 3 Büdner und 6 Tagelöhner genannt.
Ab der Mitte des 19. Jahrhunderts nahm Stolzenberg wieder einen wirtschaftlichen Aufschwung. Wichtig hierfür war die Lage an der von 1850 bis 1853 angelegten Chaussee Kolberg–Schivelbein. 1853 erhielt Stolzenberg eine Postagentur, 1879 Anschluss an das Telegraphennetz, 1895 wurde Stolzenberg Endstation einer Bahnlinie der Kolberger Kleinbahnen, 1905 erhielt es eine Apotheke. Nach dem Ersten Weltkrieg wurde eine private Höhere Schule gegründet.
Von 1861 bis 1895 bestanden in Stolzenberg nebeneinander eine Landgemeinde und ein Gutsbezirk für das Rittergut. Der Gutsbezirk wurde aufgelöst, als 1895 das Rittergut parzelliert wurde; sein Gebiet wurde der Landgemeinde zugeschlagen.
Bis 1872 gehörte Stolzenberg zum Kreis Fürstenthum. Als dieser Kreis 1872 aufgeteilt wurde, kam Stolzenberg zum Kreis Kolberg-Körlin, jeweils innerhalb des Regierungsbezirks Köslin der preußischen Provinz Pommern.
Gegen Ende des Zweiten Weltkriegs besetzte am 3. März 1945 die Rote Armee Stolzenberg, dessen Bevölkerung größtenteils nicht geflohen war. Im Juni/Juli 1945 übernahmen polnische Behörden die Verwaltung. Diese vertrieben die Bevölkerung des Ortes, die letzten Einwohner am 8. Januar 1946. Der polnische Staat gab dem Ort den polnischen Namen Sławoborze und besiedelte ihn mit Polen.
Der Ort wurde Amtssitz für die neu gebildete gleichnamige Landgemeinde (gmina wiejska). Bis zum 31. Dezember 1998 gehörte Sławoborze zur Woiwodschaft Köslin. Durch Änderungen eine Verwaltungsreform kam sie zur Woiwodschaft Westpommern.

### Entwicklung der Einwohnerzahl
- 1780: 0140 (geschätzt bei nachweislich 20 Feuerstellen)[4]
- 1816: 0142[4]
- 1855: 0392[4]
- 1867: 0587[4]
- 1895: 0712[4]
- 1910: 0979[4]
- 1919: 1029[4]
- 1933: 1266[4]
- 1939: 1414[4]

### Evangelische Kirche

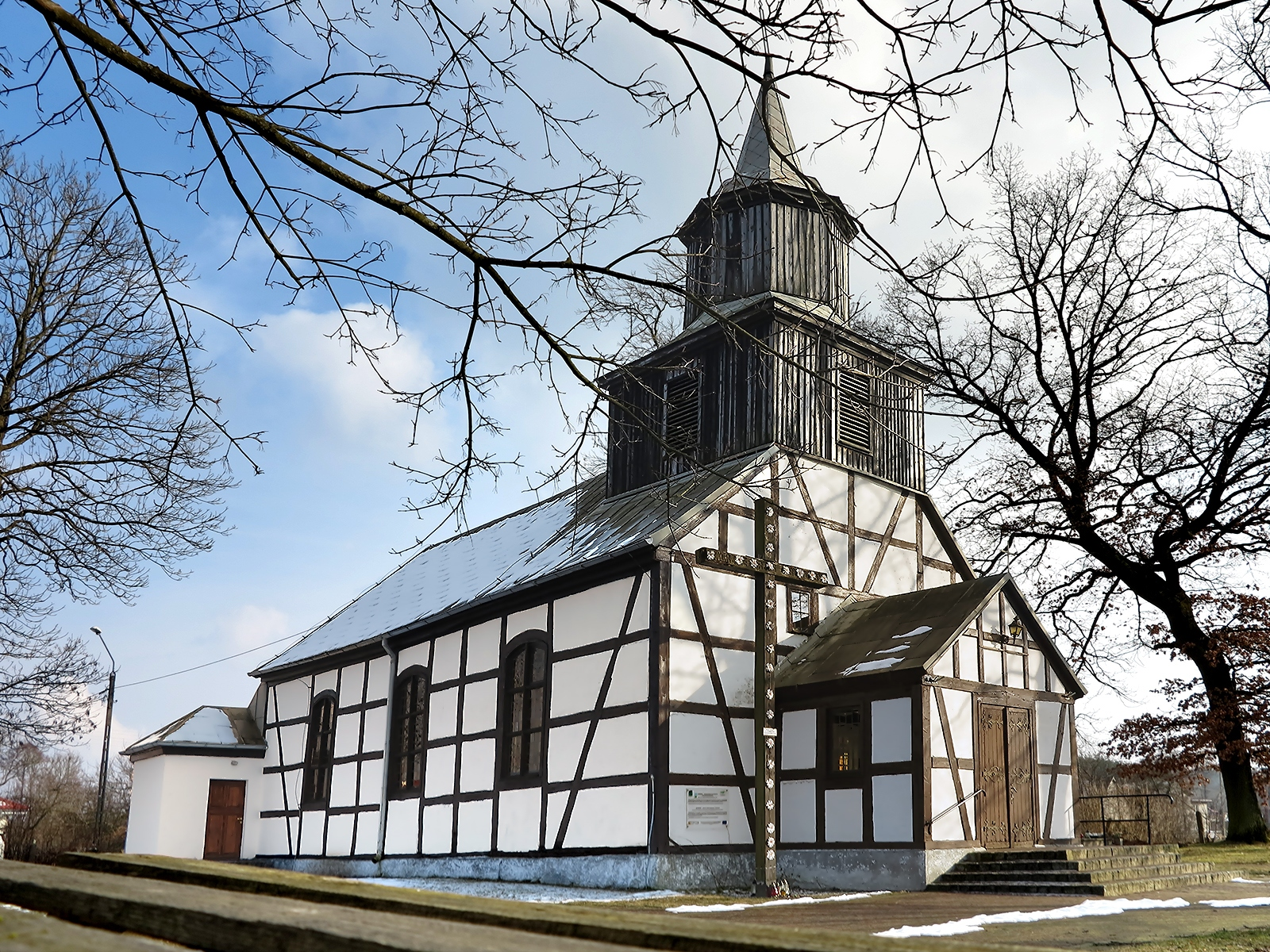
Kirche Unserer Lieben Frau vom Rosenkranz in Sławoborze

Stolzenberg gehörte zur Kirchenprovinz Pommern der evangelischen Kirche der Altpreußischen Union. Es lag bis 1933 im Kirchenkreis Körlin und war eine Filialgemeinde von Rogzow.
Ab 1933 gehörte die selbständige Kirchengemeinde Stolzenberg zum Kirchenkreis Kolberg. Zwei Predigtstellen waren neben der Pfarrkirche zu betreuen: Schleps und die Arbeiterkolonie Meierei. Im Jahre 1940 gehörten 1.617 Gemeindeglieder zum Kirchspiel Stolzenberg, in dem das Kirchenpatronat den Rittergutsbesitzern oblag: von der Goltz-Rogzow, Klettner-Leppin und von der Goltz-Kreitzig. Die Patrone hatten das gleiche Wahl- und Stimmrecht. Stolzenberg selbst war patronatsfrei. Letzter deutscher Geistlicher war Pfarrer Johannes Harter, der seit 1905 in Stolzenberg – bzw. vorher in Rogzow – amtierte.
Heute gehört Sławoborze zum Kirchspiel Koszalin (Diözese Pommern-Großpolen) der polnischen Evangelisch-Augsburgischen Kirche. Kirchort ist Świdwin.

### Sehenswürdigkeiten
- Die heutige Kirche Unserer Lieben Frau vom Rosenkranz in Sławoborze ist ein Fachwerkbau von 1842 mit einer Orgel aus dem Jahre 1907.

## Gmina Sławoborze (Landgemeinde Stolzenberg)

### Allgemeines
Die Landgemeinde (gmina wiejska) Sławoborze umfasst ein Gebiet von 18,70 Quadratkilometern mit rund 4000 Einwohnern. Damit liegt sie unter den 114 Gemeinden der Woiwodschaft Westpommern flächenmäßig an 58. Stelle, einwohnermäßig nimmt sie den 89. Platz ein. Die Gemeindefläche nimmt 17,3 Prozent des Powiat Świdwiński ein, während die Zahl der Einwohner lediglich 8,6 Prozent der Gesamteinwohnerschaft des Kreises ausmacht. Das Durchschnittseinkommen der Einwohner im Jahre 2000 betrug 1757,6 Złoty (etwa 440 Euro).

### Geografie
Die von Grundmoränen gebildete hügelige Landschaft der Gmina Sławoborze, die zwischen der Ebene von Białogard im Norden und der Westpommersche Seenplatte des Hochlandes von Łobez im Süden gelegen ist, wird von einem großen Waldbestand bestimmt, der fast 60 Prozent der Gemeindefläche ausmacht. Vorherrschend sind Nadelwälder, aber auch Laubwälder. Das Gemeindegebiet ist von zahlreichen Bächen und den Seen Leśne und Rybitwy sowie einem 23,5 Hektar großen Stausee durchsetzt.
Die in die Rega mündende Mołstowa (Molstow) und die Pokrzywnica (Krummes Wasser) vor ihrer Mündung in die Parsęta (Persante) sind beliebte Kanustrecken.

### Gemeindegliederung
Die Gemeinde gliedert sich in folgende Schulzenämter:
- Biały Zdrój (Balsdrey)
- Ciechnowo (Technow)
- Jastrzębniki (Falkenberg)
- Krzecko (Kreitzig)
- Mysłowice (Moitzelfitz)
- Poradz (Petersfelde)
- Powalice (Petershagen)
- Rokosowo (Rogzow)
- Sidłowo (Zietlow)
- Slawoborze (Stolzenberg)
- Słowenkowo (Neugasthof)
- Słowieńsko (Schlenzig)
- Stare Ślepce (Alt Schleps).

Zu den Ortschaften gehören:
- Drzeń (Dryhn), Kalina (Meierei), Krzesimowo (Emmyhütten), Lepino (Leppin), Miedzno (Niederhof), Międzyrzecze (Meseritz), Międzyrzecko (Meseritzer Mühle), Nowe Ślepce (Neu Schleps), Pomorce (Pommerscher Hof), Pustowo (Wedderwill), Sławkowo (Henriettenhof), Sobiemirowo (Schwarzsee), Trzciana (Schönau) und Zagrody (Vierhof).

### Nachbargemeinden
Sławoborze liegt im äußersten Nordwesten des Powiat Świdwiński und grenzt an die Nachbargemeinden Rąbino (Groß Rambin) und Świdwin (Schivelbein) im Kreis Schivelbein, Białogard (Belgard) und Karlino (Körlin) im Kreis Białogard, Gościno (Groß Jestin) und Rymań (Roman) im Kreis Kołobrzeg und Resko (Regenwalde) im Kreis Labes.

### Partnergemeinde
Partnergemeinde ist die deutsche Gemeinde Loiching im niederbayerischen Landkreis Dingolfing-Landau.